# Чеснаков Володимир Геннадійович
Володимир Геннадійович Чеснаков (нар. 12 лютого 1988, Глобине, Полтавська область) — український футболіст, центральний захисник, в минулому гравець молодіжної збірної України. Рекордсмен за кількістю зіграних матчів у складі «Ворскли».

## Біографія

### Ранні роки
Починав грати у футбол у місті Глобиному Полтавської області. Вихованець Полтавського спортінтернату. У змаганнях під егідою ДЮФЛУ провів 66 матчів, забив 6 м'ячів. Студент Полтавського педагогічного університету.

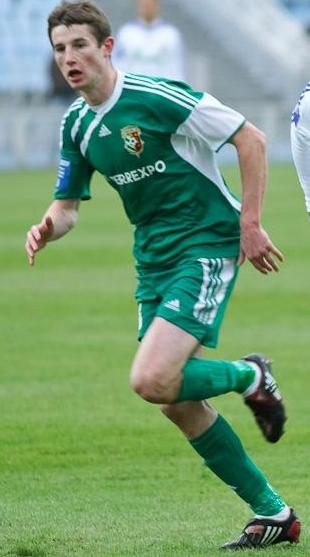
Володимир Чеснаков під час виступів за «Ворсклу». 13 березня 2010 року.

### Клубна кар'єра
З лютого 2006 року став виступати за «Ворсклу». У Прем'єр-лізі дебютував 19 жовтня 2007 року в гостьовому матчі з донецьким «Металургом» (0:0).
У складі полтавчан став володарем Кубка України у сезоні 2008/09, відігравши весь фінальний матч проти донецького «Шахтаря» (1:0). Після цього Чеснаков відіграв і повний матч на Суперкубок України проти столичного «Динамо» (0:0), але цього разу його команда не здобула трофей, поступившись в серії пенальті. Надалі ставав з «Ворсклою» бронзовим призером чемпіонату у сезоні 2017/18 та фіналістом Кубка України 2019/20.
У липні 2016 року був обраний капітаном команди полтавської «Ворскли».
13 червня 2020 року встановив новий рекорд клубу за кількістю матчів зіграних за клуб у Прем'єр Лізі. Володимир зіграв 293 матч, тим самим побивши рекорд Арменда Даллку (292 гри).

### Збірна
Грав у складі молодіжної збірної України. Дебютував 5 лютого 2008 року в матчі проти однолітків зі Швеції.
З українською «молодіжкою» був учасником фінального етапу молодіжного чемпіонату Європи 2011 року, у рамках якого взяв участь у всіх трьох матчах команди на турнірі.

## Статистика виступів
Статистичні дані наведено станом на 9 вересня 2024 року
| Сезон              | Команда            | Чемпіонат          | Чемпіонат | Чемпіонат | Кубок | Кубок | Кубок | Єврокубки | Єврокубки | Єврокубки | Інші кубки | Інші кубки | Інші кубки | Всього | Всього |
| Сезон              | Команда            | Змаг.              | Матчі     | Голи      | Змаг. | Матчі | Голи  | Змаг.     | Матчі     | Голи      | Змаг.      | Матчі      | Голи       | Матчі  | Голи   |
| ------------------ | ------------------ | ------------------ | --------- | --------- | ----- | ----- | ----- | --------- | --------- | --------- | ---------- | ---------- | ---------- | ------ | ------ |
| 2007—2008          | «Ворскла»          | ВЛ                 | 2         | 0         | КУ    | 4     | 0     | —         | —         | —         | —          | —          | —          | 6      | 0      |
| 2008—2009          | «Ворскла»          | ПЛ                 | 14        | 0         | КУ    | 5     | 0     | —         | —         | —         | —          | —          | —          | 19     | 0      |
| 2009—2010          | «Ворскла»          | ПЛ                 | 28        | 2         | КУ    | 1     | 0     | ЛЄ        | 1         | 0         | СКУ        | 1          | 0          | 31     | 2      |
| 2010—2011          | «Ворскла»          | ПЛ                 | 22        | 1         | КУ    | 1     | 1     | —         | —         | —         | —          | —          | —          | 23     | 2      |
| 2011—2012          | «Ворскла»          | ПЛ                 | 24        | 0         | КУ    | 1     | 0     | ЛЄ        | 12        | 0         | —          | —          | —          | 37     | 0      |
| 2012—2013          | «Ворскла»          | ПЛ                 | 27        | 1         | КУ    | 2     | 0     | —         | —         | —         | —          | —          | —          | 29     | 1      |
| 2013—2014          | «Ворскла»          | ПЛ                 | 28        | 3         | КУ    | 2     | 0     | —         | —         | —         | —          | —          | —          | 30     | 3      |
| 2014—2015          | «Ворскла»          | ПЛ                 | 23        | 0         | КУ    | 5     | 0     | —         | —         | —         | —          | —          | —          | 28     | 0      |
| 2015—2016          | «Ворскла»          | ПЛ                 | 20        | 1         | КУ    | 5     | 0     | ЛЄ        | 1         | 0         | —          | —          | —          | 26     | 1      |
| 2016—2017          | «Ворскла»          | ПЛ                 | 28        | 1         | КУ    | 2     | 0     | ЛЄ        | 2         | 1         | —          | —          | —          | 32     | 2      |
| 2017—2018          | «Ворскла»          | ПЛ                 | 29        | 2         | КУ    | 2     | 0     | —         | —         | —         | —          | —          | —          | 31     | 2      |
| 2018—2019          | «Ворскла»          | ПЛ                 | 25        | 1         | КУ    | 1     | 0     | ЛЄ        | 6         | 1         | —          | —          | —          | 32     | 2      |
| 2019—2020          | «Ворскла»          | ПЛ                 | 25        | 0         | КУ    | 4     | 0     | —         | —         | —         | —          | —          | —          | 29     | 0      |
| 2020—2021          | «Ворскла»          | ПЛ                 | 23        | 0         | КУ    | 1     | 0     | —         | —         | —         | —          | —          | —          | 24     | 0      |
| 2021—2022          | «Ворскла»          | ПЛ                 | 15        | 1         | КУ    | 0     | 0     | ЛК        | 2         | 0         | —          | —          | —          | 17     | 1      |
| 2022—2023          | «Ворскла»          | ПЛ                 | 17        | 1         | КУ    | 0     | 0     | —         | —         | —         | —          | —          | —          | 17     | 1      |
| 2023—2024          | «Ворскла»          | ПЛ                 | 3         | 0         | КУ    | 0     | 0     | —         | —         | —         | —          | —          | —          | 3      | 0      |
| Всього у «Ворсклі» | Всього у «Ворсклі» | Всього у «Ворсклі» | 353       | 14        |       | 36    | 1     |           | 24        | 2         |            | 1          | 0          | 414    | 17     |
| Всього за кар'єру  | Всього за кар'єру  | Всього за кар'єру  | 353       | 14        |       | 36    | 1     |           | 24        | 2         |            | 1          | 0          | 414    | 17     |

## Досягнення
- Володар Кубка України: 2008/09
- Бронзовий призер чемпіонату України: 2017/18
- Фіналіст Кубка України: 2019/20